# Cantón de Tuchan
El cantón de Tuchan era una división administrativa francesa, que estaba situada en el departamento de Aude y la región de Languedoc-Rosellón.

## Composición
El cantón estaba formado por ocho comunas:
- Cucugnan
- Duilhac-sous-Peyrepertuse
- Maisons
- Montgaillard
- Padern
- Paziols
- Rouffiac-des-Corbières
- Tuchan

## Supresión del cantón de Tuchan
En aplicación del Decreto n.º 2014-204 de 21 de febrero de 2014, el cantón de Tuchan fue suprimido el 22 de marzo de 2015 y sus 8 comunas pasaron a formar parte del nuevo cantón de Les Corbières (de marzo de 2015 a enero de 2016, llamado Cantón de Fabrezan).